# Fiorino Tagliaferri
Fiorino Tagliaferri (Borgo San Lorenzo, 7 ottobre 1921 – Firenze, 22 febbraio 2002) è stato un vescovo cattolico italiano.

## Biografia
Nacque a Borgo San Lorenzo, in provincia e arcidiocesi di Firenze, il 7 ottobre 1921 da Andrea ed Elisa Monnini. Ricevette il battesimo due giorni più tardi.
In seguito si trasferì con la famiglia a Pontassieve, nella diocesi di Fiesole.

### Formazione e ministero sacerdotale
Nel 1933 entrò nel seminario diocesano di Fiesole e vi compì il percorso di studi in preparazione al sacerdozio.
Dopo essere stato ordinato suddiacono il 24 maggio 1944 nella cattedrale fiesolana, il 29 giugno 1945 fu ordinato presbitero per la diocesi di Fiesole.
Dopo l'ordinazione perfezionò i suoi studi, fino ad ottenere laurea in lettere all'Università di Firenze. Fu assistente diocesano della Gioventù maschile di Azione Cattolica e dei Maestri cattolici; al contempo insegnò materie letterarie nel seminario locale, di cui divenne rettore nel 1961. Ricoprì a Roma gli incarichi di assistente nazionale del Movimento maestri di Azione Cattolica e dell'Associazione italiana maestri cattolici e di docente di ecclesiologia e teologia della cultura alla Pontificia Università Lateranense.

### Ministero episcopale
Il 28 ottobre 1978 papa Giovanni Paolo II lo nominò vescovo di Cremona; succedette a Giuseppe Amari, precedentemente nominato vescovo di Verona. Il 24 novembre seguente fu ricevuto in udienza dal presidente della Repubblica Sandro Pertini per prestare il giuramento previsto dal concordato allora in vigore. Il 26 novembre ricevette l'ordinazione episcopale, nella cattedrale di Cremona, dal cardinale Giovanni Colombo, arcivescovo metropolita di Milano, co-consacranti i vescovi Giuseppe Amari, suo predecessore a Cremona, e Marco Cé, assistente ecclesiastico generale dell'Azione Cattolica Italiana. Durante la stessa celebrazione prese possesso della diocesi.
Nel 1982, 550º anniversario dell'apparizione della Beata Vergine del Sacro Fonte a Caravaggio, celebrò un anno mariano per rinnovare quell'evento di grazia scrisse una supplica alla Vergine del Sacro Fonte e volle l'edificazione della chiesa santuario dedicata a Nostra Signora del Fonte in terra africana, a Tabaka in Kenya.
Il 16 novembre 1982 fu nominato assistente ecclesiastico generale dell'Azione Cattolica Italiana dal papa e pertanto, il 26 maggio 1983, lasciò la guida della diocesi di Cremona, diventandone vescovo emerito; gli succedette Enrico Assi, fino ad allora vescovo ausiliare di Milano.
Fu presidente della Commissione episcopale per il laicato in seno alla Conferenza Episcopale Italiana.
Il 14 marzo 1987 papa Giovanni Paolo II lo nominò vescovo di Viterbo; succedette a Luigi Boccadoro, dimessosi per raggiunti limiti di età. Il 9 maggio successivo prese possesso della diocesi.
Durante il suo episcopato in terra laziale compì, dal 1990 al 1994, la visita pastorale al territorio; indisse anche un sinodo diocesano, avviato il 28 novembre 1993 e concluso il 3 giugno 1995.
Il 30 giugno 1997 lo stesso pontefice accolse la sua rinuncia, presentata per raggiunti limiti di età, al governo pastorale della diocesi di Viterbo; gli succedette Lorenzo Chiarinelli, fino ad allora vescovo di Aversa.
Da vescovo emerito di Viterbo si ritirò a Firenze, ma nel territorio della diocesi di Fiesole, e operò come presidente della Federazione italiana esercizi spirituali; fu anche autore di numerosi scritti e pubblicazioni tra cui, l'ultima, uscita postuma nel 2007, Pensieri come preghiere.
Morì il 22 febbraio 2002, all'età di 80 anni, a Firenze. Dopo le esequie, celebrate il 26 febbraio nella cattedrale di Fiesole e il 27 febbraio nella cattedrale di Viterbo, fu sepolto nel cimitero di Viterbo. Nell'ottobre 2019 fu traslato nel sepolcreto dei vescovi nella basilica santuario della Madonna della Quercia, sempre a Viterbo.

## Genealogia episcopale
La genealogia episcopale è:
- Cardinale Scipione Rebiba
- Cardinale Giulio Antonio Santori
- Cardinale Girolamo Bernerio, O.P.
- Arcivescovo Galeazzo Sanvitale
- Cardinale Ludovico Ludovisi
- Cardinale Luigi Caetani
- Cardinale Ulderico Carpegna
- Cardinale Paluzzo Paluzzi Altieri degli Albertoni
- Papa Benedetto XIII
- Papa Benedetto XIV
- Papa Clemente XIII
- Cardinale Marcantonio Colonna
- Cardinale Giacinto Sigismondo Gerdil, B.
- Cardinale Giulio Maria della Somaglia
- Cardinale Carlo Odescalchi, S.I.
- Cardinale Costantino Patrizi Naro
- Cardinale Lucido Maria Parocchi
- Papa Pio X
- Papa Benedetto XV
- Papa Pio XII
- Cardinale Eugène Tisserant
- Papa Paolo VI
- Cardinale Giovanni Colombo
- Vescovo Fiorino Tagliaferri